# Jenna Prandini
Jenna Prandini (ur. 20 listopada 1992) – amerykańska lekkoatletka specjalizująca się w biegach sprinterskich.
W 2011 zajęła 4. miejsce na dystansie 100 metrów podczas mistrzostw panamerykańskich juniorów. Srebrna medalistka mistrzostw świata w Pekinie w biegu rozstawnym 4 × 100 metrów (2015).
Złota medalistka mistrzostw Stanów Zjednoczonych. Wielokrotnie stawała na podium mistrzostw NCAA. 

## Osiągnięcia

### Igrzyska olimpijskie
| Miejsce | Dzień       | Rok  | Miejscowość    | Konkurencja        | Czas biegu | Strata   | Zwycięzca       |
| ------- | ----------- | ---- | -------------- | ------------------ | ---------- | -------- | --------------- |
| 10.     | 16 sierpnia | 2016 | Rio de Janeiro | bieg na 200 m      | 22,55 s    | -        | Elaine Thompson |
| 14.     | 31 lipca    | 2021 | Tokio          | bieg na 100 m      | 11,11 s    | -        | Elaine Thompson |
| 13.     | 2 sierpnia  | 2021 | Tokio          | bieg na 100 m      | 22,57 s    | -        | Elaine Thompson |
| srebro  | 6 sierpnia  | 2021 | Tokio          | sztafeta 4 x 100 m | 41,45 s    | + 0,43 s | Jamajka         |

### Mistrzostwa świata
| Miejsce | Dzień       | Rok  | Miejscowość | Konkurencja        | Czas biegu | Strata   | Zwycięzca        |
| ------- | ----------- | ---- | ----------- | ------------------ | ---------- | -------- | ---------------- |
| 13.     | 27 sierpnia | 2015 | Pekin       | bieg na 200 m      | 22,87 s    | -        | Dafne Schippers  |
| srebro  | 29 sierpnia | 2015 | Pekin       | sztafeta 4 x 100 m | 41,68 s    | + 0,61 s | Jamajka          |
| 9.      | 19 lipca    | 2022 | Eugene      | bieg na 200 m      | 22,08 s    | -        | Shericka Jackson |
| złoto   | 23 lipca    | 2022 | Eugene      | sztafeta 4 x 100 m | 41,14 s    | –        | –                |

### Rekordy życiowe
- Bieg na 60 metrów (hala) – 7,15 (2015)
- Bieg na 100 metrów – 10,92 (2015) / 10,81w (2016)
- Bieg na 200 metrów (stadion) – 21,89 (2021)
- Bieg na 200 metrów (hala) – 22,52 (2015)